# Pauline Collins
Pauline Collins, OBE (nascida em 3 de setembro de 1940) é uma atriz inglesa.
Ela começou a se destacar retratando Sarah Moffat no Upstairs, Downstairs e seu spin-off Thomas & Sarah durante os anos 1970. Mais tarde, ela atraiu elogios por interpretar o papel-título na peça Shirley Valentine, pelo qual recebeu Prêmio Laurence Olivier, Tony e Drama Desk prêmios. Ela também atuou pelo mesmo papel em uma adaptação para o cinema de 1989, ganhou um BAFTA e e recebeu indicações ao Globo de Ouro e ao Oscar. Em 2010, Pauline fez uma participação no Seriado Merlin, da BBC One, atuando como Alice, uma feiticeira que volta ao Reino de Camelot para se vingar de Uther Pendragon.